# Amanita magnivelaris
Amanita magnivelaris (лат.) — смертельно ядовитый гриб-базидиомицет семейства мухоморовые (Amanitaceae). Первоначально Amanita magnivelaris был описан микологом Чарльзом Хортоном Пеком в штате Нью-Йорк (Итаки). Гриб встречается в лесах штата Нью-Йорк и на юго-востоке Канады.
Amanita magnivelaris имеет название "The great angel destroyer of felt skirts" что переводится как «Великий ангел — разрушитель фетровых юбок».

## Описание
Для этого мухомора характерны полностью белые базидиомы, голая шляпка с не бороздчатым краем, не желтеющая при КОН, выпуклая ступня (лапа) с желтым кольцом в период созревания, снабженная вольвой, его эллипсовидными спорами и его рост под благородными лиственными деревьями.